# Wang Lei (joueuse d'échecs)
Dans ce nom chinois, le nom de famille, Wang, précède le nom personnel.
Pour les articles homonymes, voir Wang Lei et Wang (patronyme).
Wang Lei est une joueuse d'échecs chinoise née le 4 février 1975 à Shangaï. Grand maître international féminin depuis 1996, elle a remporté quatre fois le championnat de Chine d'échecs (en 1997, 1998, 2000 et 2001).

## Compétitions par équipe
Elle a représenté la Chine lors de quatre olympiades (en 1990, 1996, 1998 et 2000), remportant deux médailles d'or par équipe (en 1998 et 2000), une médaille d'argent par équipe (en 1990) et une médaille de bronze par équipe (en 1996), ainsi que deux médailles d'or individuelles (meilleur score et meilleure performance individuelle) en 1998.